# Dianthidium marshi
Dianthidium marshi är en biart som beskrevs av Grigarick och Stange 1964. Dianthidium marshi ingår i släktet Dianthidium och familjen buksamlarbin. Inga underarter finns listade.

## Beskrivning
Arten är svart med i huvudsak blekgula markeringar, på bakkroppen främst i form av tvärband, även om delpopulationen nära Death Valley har rödaktiga tvärband på de första två tergiterna (bakkroppssegmenten).

## Ekologi
Arten är ett solitärt, det vill säga icke samhällsbildande bi där varje hona själv sörjer för sin avkomma. Litet är känt om artens vanor i övrigt, men det har antagits att arten numera skulle utgöra ett isolat som tidigare haft en större, mer sydlig utbredning.

## Utbredning
Utbredningsområdet omfattar Kalifornien, Arizona och Nevada i USA samt norra Baja California i Mexiko